# Старожильцы
Старожильцы — категория крестьян феодальной Руси XIV—XVII веков. Термин «старожильцы» в этом значении встречается в источниках XIV—XVII веках. Появился в XIV веке в силу необходимости отмежевать старинных феодально-зависимых крестьян от увеличившейся массы «новоприходцев». Старожильцы являлись исконными тяглыми крестьянами, жившими на определённых земельных участках. В XV веке старожильцы пользовались правом свободного перехода (до Судебника 1497 года), но находились в наиболее прочной зависимости от феодалов. Впоследствии же оформление их состояния в крепостное шло наиболее быстро. В источниках XIV—XV веках старожильцы противопоставлялись «людям пришлым из иных княжений» и «людям окупленным».
Старожильцами назывались и старинные, уважаемые и активные члены общины. Старожильцы были основной частью феодально-зависимого крестьянского населения Северо-Восточной Руси.
В источниках XV—XVII веков старожильцами назывались также авторитетные свидетели (не только крестьяне), которые привлекались к опросу при решении спорных дел.